# Mars 1969B
Mars 2M No.522, aussi connue sous le nom Mars M-69 No.522 et parfois identifiée par la NASA comme Mars 1969B, était une sonde spatiale soviétique qui a été perdue dans un échec au lancement en 1969. Il s'agissait d'un orbiteur et d'un atterrisseur. La sonde était destinée à montrer la surface de Mars en utilisant trois caméras, avec des images encodées pour la transmission vers la Terre sous forme de signaux de télévision. Elle transportait également un radiomètre, une série de spectromètres, et un instrument pour détecter de la vapeur d'eau dans l'atmosphère de Mars. C'était l'une des deux sondes Mars 2M, avec Mars 2M No.521, qui a été lancée en 1969 dans le cadre du programme Mars, également sans succès.
Mars 2M No.522 a été lancé à 10:33:00 UTC, le 2 avril 1969 au sommet d'une fusée d'une fusée Proton-K 8K78K avec un Blok D comme étage supérieur, décollant du Site 81/24 au cosmodrome de Baïkonour,. Deux centièmes de seconde après le lancement, l'un des moteurs du premier étage de Proton a pris feu et a explosé. La fusée a continué à voler avec ses autres moteurs pendant environ 25 secondes, avant de basculer et elle s'est mise à voler horizontalement. Environ 41 secondes après son lancement, elle s'est écrasée à environ 3 km du pas de tir. Le vent a propagé les ergols toxiques à travers le complexe de lancement, ce qui l'a rendu inutilisable jusqu'à ce que la pluie rejette au loin le propulseur. À ce moment, l'alignement de la Terre et de Mars nécessaire pour lancer des vaisseaux spatiaux était terminé, et l'Union soviétique n'était plus en mesure de lancer des sondes martiennes supplémentaires jusqu'en 1971. Cela a également entraîné des retards dans un certain nombre de satellites Luna qui devaient être lancés en 1969.